# Алисон Стронг
Алисон Трухиљо Стронг је америчка поп певачица, текстописац и глумица. Прво је запажена на Бродвеју у мјузиклима Bye Bye Birdie и Мамма Миа!, радила је гласовни снимак на анимираном дечијем телевизијском програму Ницкелодеон Дора и пријатељи, а појављивала се и у другим телевизијским серијама попут Црна листа и Дивна госпођа Мајсел. Ширу изложеност стекла је својим првим дугометражним филмом, играјући ћерку Адама Сандлера, Сару у The Week Of (2018).